# 望月あきら
望月 あきら（もちづき あきら、本名：渋谷 正昭、1937年4月23日 - ）は、日本の漫画家。静岡県富士郡吉原町（後の吉原市、現・富士市)出身、神奈川県相模原市在住。漫画家の望月みさおは実兄。

## 経歴
中学3年生の時に父親が亡くなり、工場で働きながら漫画を描いて腕を磨く。憧れていた劇画家の佐藤まさあきに招かれ大阪へ移り、1957年に『聡明活殺剣』（日の丸文庫）で貸本漫画家デビュー。
日の丸文庫倒産後に一度帰郷するが、その後上京。貸本漫画を取り扱う東京漫画出版社で『花つみ日記』『母やまびこ』『姉妹すみれ』『花のかんむり』等の少女漫画を多数執筆し、少女漫画家としての地位を築いた。他には『毒牙』等の探偵漫画も発表している。
その後、「少女フレンド」、「週刊少年チャンピオン」などの少年少女向けの雑誌に進出し、『サインはV!』（原作・神保史郎、1968年連載開始）と『ゆうひが丘の総理大臣』（1977年連載開始）はテレビドラマ化され大ヒットした。
アシスタントの同時雇用人数は最大7人に達した時期もあったものの、1990年頃に最後の一人を雇用終了し、その後は望月一人だけでやりたい仕事だけを選んで描く、悠々自適の著作生活を送っている。

## 人物
- 本名は渋谷正昭であったが、交流のあった佐藤まさあきと名前が被るためどちらかが改名しようという話になり、佐藤の姉が宗教家の幹部に相談した所、「あきら」にすると良いと勧められ、現在のペンネームに改名した。

- 故郷の静岡県では、静岡新聞に自伝漫画『ふきだまりの詩』を連載していた。

## 主な作品

### 漫画
- 聡明活殺剣（デビュー作品）・・・B6判ハードカバー単行本、全128p。日の丸文庫（八興）
- 花つみ日記
- 母やまびこ
- 姉妹すみれ
- 涙の霧笛
- 赤いスーツケース
- 花のかんむり
- ひまわりちゃん（小学四年生 1964年4月号-1965年3月号）
- 毒牙
- 幻殺人事件
- ミスサクラ
- すきすきビッキ先生（週刊マーガレット連載）
- 東京っ子
- ローティーンブルース（週刊少年チャンピオン連載）
- ズーム・アップ（週刊少年チャンピオン連載）
- 大が燃えた
- コリタくん
- ドカドカドッカン先生
- おいら悪魔三人組
- ジュトン（週刊少年チャンピオン連載）
- 5時から0時まで
- カリュウド（週刊→月刊少年チャンピオン連載、原作：日向葵）
- サインはV!（少女フレンド連載、原作：神保史郎との共著）
- ゆうひが丘の総理大臣（週刊少年チャンピオン連載）
- めらんこりっ喰・街道（プレイコミック連載、原作：樫村ヨウ）
- 永遠の天台大師
- 二十四の瞳（文芸まんがシリーズ）
- 伊豆の踊り子（文芸まんがシリーズ）
- 最新!まんがでわかる道交法（集英社）
- マンガでわかる危険物乙4類試験（オーム社）
- マンガでわかる二級ボイラー試験（オーム社）
- 発明発見はじめて物語（まんが歴史たんけん てんとう虫ブックス）
- おまじない野球チンタラリン

### 挿絵・イラスト
- 集英社児童学習事典（歴史系）
- ラーメン太閤記（「6年の学習」連載の児童向け小説）

### デザイン
- ふーちゃん（前橋市のマスコットキャラクター）

## アシスタント
- 池沢さとし
- 村上もとか
- 二宮博彦
- 森村たつお

## 関連書籍
- いきなり最終回 PART4（1992年 JICC出版局） - 『サインはV!』の最終回（当時は単行本に未収録だった雑誌版の最終回）を掲載。望月のコメントもあり。
- 「劇画の星」をめざして - 誰も書かなかった「劇画内幕史」（1996年、佐藤まさあき著、文藝春秋刊。佐藤まさあきと望月あきら等漫画家達との交流が描かれている）ISBN 4163523200
- 『少女マンガはどこからきたの？ 「少女マンガを語る会」全記録』全349頁（本編335頁＋索引など14頁），2023年5月30日第1刷発行，青土社，語る会メンバー12名：水野英子(発起人)/上田トシコ/むれあきこ/わたなべまさこ/巴里夫/高橋真琴/今村洋子/ちばてつや/牧美也子/望月あきら/花村えい子/北島洋子【※発起人水野以外はデビュー順[3]】ISBN 978-4791775538